# Golunda ellioti
Golunda ellioti — вид мишоподібних гризунів родини мишеві (Muridae). Вид широко поширений на Індійському субконтиненті та на острові Шрі-Ланка. Тіло завдовжки 12-14 см, хвіст — 9-11 см. Хутро жовтувато-коричневого забарвлення, на череві — сірого кольору. Шерсть тверда та щетиниста. Різці помаранчевого кольору.